# Push My Luck
«Push My Luck» es una canción interpretada por el dúo estadounidense The Chainsmokers. Se lanzó como sencillo el 8 de noviembre de 2019, junto a su vídeo musical, la pista es el sexto sencillo del tercer álbum de estudio del dúo World War Joy.

## Antecedentes y composición
La canción se reveló por primera vez a mediados de junio de 2019 en la historia de Instagram de The Chainsmokers. El 25 de septiembre, se presentó por primera vez en vivo durante su gira World War Joy en Cincinnati, Ohio. Al día siguiente, anunciaron el título de la canción a la revista Billboard. El 4 de noviembre de 2019, el dúo anunció el lanzamiento de la canción en Twitter, junto a un breve adelanto.
La canción fue escrita por Andrew Taggart, Richard Markowitz y Remy Gautreau, mientras que la producción fue llevada a cabo por The Chainsmokers, Ian Kirkpatrick y SmarterChild.

## Recepción crítica
Escribiendo para Dancing Astronaut, Farrell Sweeney comentó que la canción «se apoya en la voz de Andrew Taggart», dotada de «una progresión de sintetizadores simple pero pegadiza». Karlie Powell de Your EDM comentó que «Push My Luck» es «como un sueño lleno de sintetizadores», amplificando el estilo característico del dúo. Shakiel Mahjouri de Entertainment Tonight Canada calificó a la canción como «sensual», lo que hace «un marcado contraste con algunos de los éxitos por los que The Chainsmokers se han hecho famoso». Con respecto a la composición, destacó que la pista «está impulsada por la voz de Andrew Taggart».

## Vídeo musical
El vídeo musical de «Push My Luck» dirigido por Steven Sebring y protagonizado por la modelo brasileña Lais Ribeiro, se publicó el 8 de noviembre de 2019.

## Lista de ediciones
- Descarga digital[17]

| N.º | Título         | Duración |  |
| 1.  | «Push My Luck» | 3:01     |  |

## Créditos y personal
Créditos adaptados de Tidal y Genius.
- Ian Kirkpatrick - producción
- SmarterChild - producción
- Andrew Taggart - producción, composición
- Alex Pall - producción
- Remy Gautreau - composición
- Rick Markowitz - composición
- Michelle Mancini - maestría en ingeniería
- Jordan Stilwell - ingeniería mixta

## Posicionamiento en listas
| Listas (2019)                         | Mejor posición |
| ------------------------------------- | -------------- |
| Noruega (VG-lista)                    | 40             |
| Nueva Zelanda Hot Singles (RMNZ)      | 15             |
| Suecia Heatseeker (Sverigetopplistan) | 11             |

## Historial de lanzamiento
| País   | Fecha                  | Formato                      | Discográfica     | Ref    |
| ------ | ---------------------- | ---------------------------- | ---------------- | ------ |
| Varios | 8 de noviembre de 2019 | Descarga digital y Streaming | Columbia Records | [ 17 ] |